# Гренобль (регбийный клуб)
«Футболь Клёб де Гренобль Рёгби» (фр. Football club de Grenoble rugby), «Гренобль» — французский регбийный клуб, выступающий в Топ 14 с сезона 2012/13. Команда проводит домашние матчи на арене «Стад Лёдигер», способной вместить 12 тысяч зрителей. Традиционные цвета «Гренобля» — красный и синий.

## История
Клуб основан в 1892 г. в результате объединения ведущих команд города. «Гренобль» стал чемпионом страны в 1954 г., а в 1993-м вышел в финал национального первенства. Однако тогда красно-синие уступили «Кастру» со счётом 11-14 из-за грубейшей судейской ошибки, которую судья признал только в 2006 году. Тем не менее, 1990-е гг. в целом оказались кризисными. Коллектив покинул высшую лигу, затем вернулся в число сильнейших клубов.
В конце сезона 2004/05 регбисты вновь были понижены в классе. Одна из причин вылета — сокращение числа участников чемпионата с шестнадцати до четырнадцати. Впрочем, полоса неудач на этом не закончилась: «Гренобль» пал ещё ниже, пополнив состав любительской лиги Федераль 1. На этот раз провал произошёл ввиду финансовых затруднений. Аудит бухгалтерии клуба показал, что к 30 июня 2005 г. организация задолжала средства в размере €3.64 миллионов. Профессиональный статус был обретён на следующий сезон — таким образом, розыгрыш чемпионата 2006/07 «Гренобль» провёл в Про Д2. Дебют во второй лиге был менее успешен, и команда заняла четырнадцатое место из шестнадцати. От вылета команду спасло одно очко, и на любительский уровень отправился «Лимож». Коллектив финишировал восьмым в сезоне 2007/08, немного не дотянув до зоны плей-офф. В сезоне 2010/11 «Гренобль» занял второе место, однако в полуфинале итогового турнира уступил «Бордо-Беглю». Через год клуб сумел занять первое место и обеспечить выход в элиту.

## Достижения
- Топ 14:
  - Чемпион (1): 1954
  - Вице-чемпион (1): 1993
- Второй дивизион:
  - Победитель (2): 1951, 2012
  - Второе место (1): 2002
- Шалёнж Ив дю Мануа:
  - Победитель (1): 1987

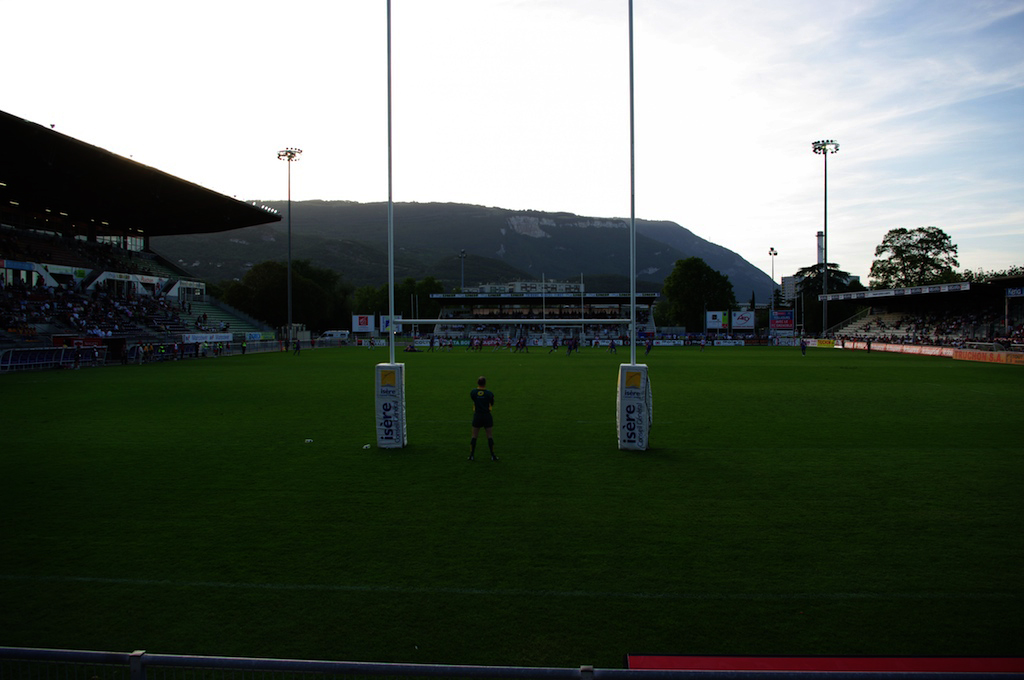
«Стад Лёдигер»

  - Второе место (3): 1969, 1986, 1990
- Куп де л’Эсперанс[2]:
  - Победитель (1): 1918
- Чемпионат Альп:
  - Победитель (2): 1912, 1919
- Кубок Европейских чемпионов (FIRA):
  - Второе место (1) : 1963

### Финальные матчи
| Дата           | Победитель | Финалист   | Счёт  | Стадион                      | Зрители |
| 23 мая 1954 г. | «Гренобль» | «Коньяк»   | 5-3   | «Стадьом Мунисипаль», Тулуза | 34 230  |
| 5 июня 1993 г. | «Кастр»    | «Гренобль» | 14-11 | «Парк де Пренс», Париж       | 49 061  |

## Текущий состав
Заявка на сезон Топ-14 2018/2019. Жирным выделены игроки, заигранные за национальные сборные.

## Некоторые известные игроки

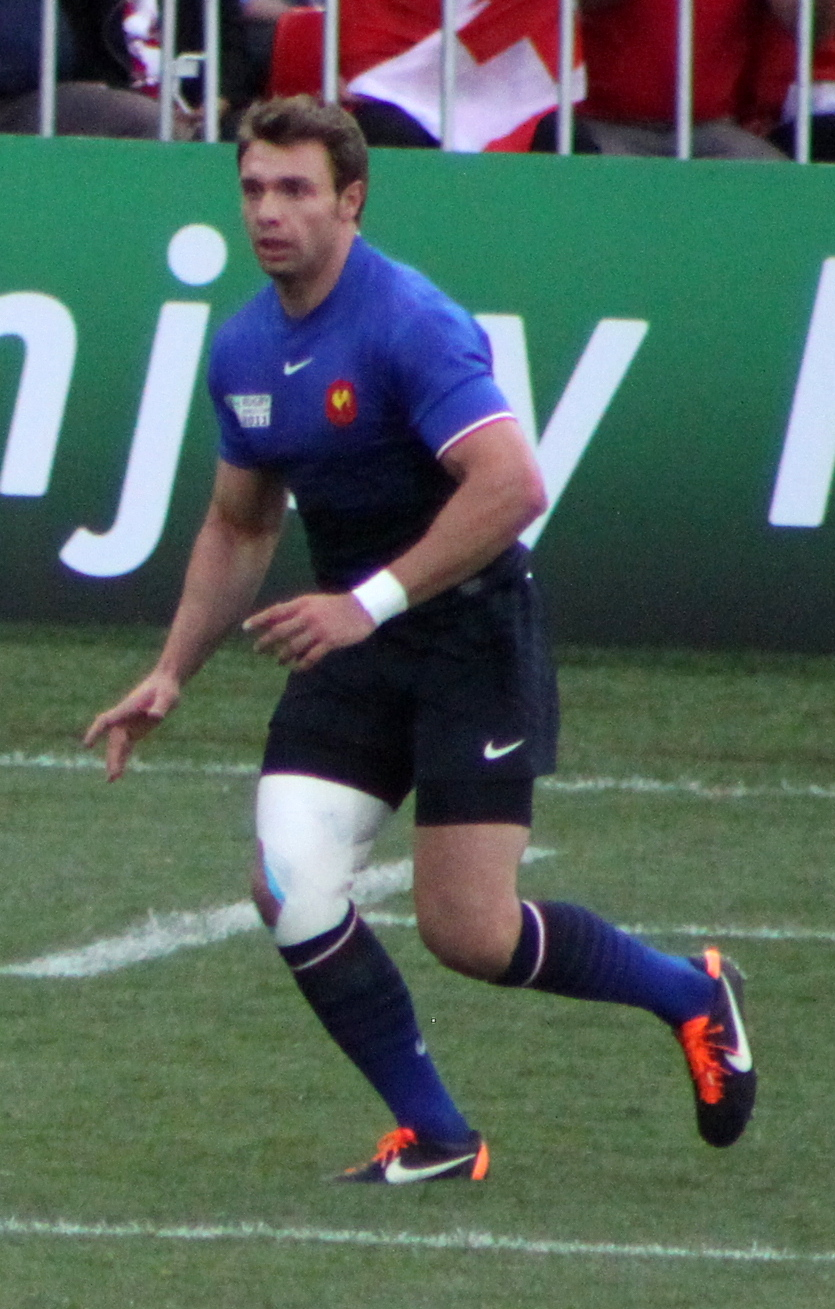
Венсан Клер, один из символов «Гренобля» (2011)

- Питер Кимлин[англ.]
- Сэм Кордингли[англ.]
- Джон Уэлборн[англ.]
- /  Эндрю Фарли[англ.]
- Энтони Хегарти
- Бен Хенд
- Жонатан Бест[фр.]
- Жюльен Каминати[фр.]
- Матьё Лоре[фр.]
- Олли Баркли[англ.]
- Диего Альбанезе
- Хосе Оренго[англ.]
- Себастьян Рондинелли[фр.]
- Федерико Тодескини[англ.]
- Хоакин Тукулет
- Эзекиель Хурадо[англ.]
- Фелипе Эскурра[фр.]
- Джони Мандич[фр.]
- Кенан Мутапчич[англ.]
- Ираклий Апциаури[фр.]
- Гурам Ганиашвили[фр.]
- Леван Гваберидзе[англ.]
- Бека Гигашвили[англ.]
- Георгий Джавахия[фр.]
- Палико Джимшеладзе[англ.]
- Василий Кацадзе[англ.]
- Давид Кубриашвили[фр.]
- Георгий Мамаяшвили[фр.]
- Дэнис Коулсон
- Эндрю Фарли
- Крис Фаррелл[англ.]
- Джеймс Харт[англ.]
- Беньят Ауски[фр.]
- Давид Меле[фр.]
- Андже Капуоццо[итал.]
- Серджио Ланфранки[англ.]
- Франко Пиччинини
- Джейми Кадмор
- Шейн О'Лири[англ.]
- Эммануэль Амапакабо[фр.]
- Селестен Н'Габала[фр.]
- Жан-Морис Улума[фр.]
- Джон Блэйки[англ.]
- /  Дэниел Браун[англ.]
- Арон Бэнкрофт
- Рори Грис
- Робби Динс[англ.]
- Тоне Копелани[англ.]
- Марк Майерхофлер[англ.]
- Блэр Стюарт[англ.]
- Вилиаме Уакаседуадуа
- Джексон Уиллисон[англ.]
- Дилан Хайес
- Найджел Хант[англ.]
- Дэйна Эдвардс
- Гжегож Кацала
- Энтони Алвес[фр.]
- Жозе Мадейра[фр.]
- Майк Таджер[фр.]
- Диего Пинейру Руис[фр.]
- Андрей Остриков
- / Мурат Уанбаев
- Петру Бэлан
- Ромео Гонтиняк
- Флорин Кородяну
- Михэйцэ Лазэр[фр.]
- Петре Миту[англ.]
- Георге Соломие[англ.]
- Овидиу Тоница
- Найджел Хант[фр.]
- Таисо Силафаи-Леаана
- Лолаги Висиниа[фр.]
- Талалелеи Грей[фр.]
- Иноке Афеаки
- Даниэль Килиони[фр.]
- Лату Талакаи
- Сона Таумалоло[англ.]
- Аляска Тауфа[фр.]
- Тома'акино Тауфа[фр.]
- Лева Фифита[фр.]
- Тангиноа Халаифонуа[фр.]
- Уильям Хелу[англ.]
- Сука Хуфанга[англ.]
- Стюарт Эванс[англ.]
- Алоисио Бутонидуалеву[фр.]
- Сиса Вакка
- Джоне Даунивузу[англ.]
- Маритимо Немани
- Алипате Ратини[англ.]
- Ропате Ринакама
- Фабьен Александр
- Фабьен Барчелла
- Арман Батлле
- Эдмон Бессе[фр.]
- Джонатан Бест
- Жиль Бош
- Оливье Брузе
- Кристиан Буже[фр.]
- Лоран Бюше
- Хенри Вандерглас
- Сирил Вейре
- Эдмон Велла[фр.]
- Стефан Веллер[фр.]
- Поль Виллемс[англ.]
- Жонатан Висневски[англ.]
- Кевин Гоз
- Ромен Давид
- Давид Дантьяк[фр.]
- Клеман Дарбо
- Жозеф Дескло[фр.]
- Вальтер Десмайсон
- Мохамаду Диаби
- Люка Дюпон
- / Жан-Теива Жаклен
- Фабьен Женженбаше
- Ален Жильбер
- Рида Жоуэ
- Дидье Камбераберо[англ.]
- Жюльен Каминати
- Венсан Кампо
- Венсан Клер[англ.]
- Эдуар Кулон
- Валентан Курран[англ.]
- Карим Куиде
- Рафаэль Лакафия[англ.]
- Фабрис Ландро[англ.]
- Эрван Лаптефф
- Феликс Лассер[фр.]
- Лоран Лефламан[фр.]
- Бриан Либенберг[англ.]
- Ален Лорьё[англ.]
- Николя Лярраг
- Лионель Малье[англ.]
- Матиас Мари
- Сильвен Марконне[англ.]
- Анри Мас
- Лежи Матиу[англ.]
- Клемен Матье
- Давид Меле
- Оливье Мерль[англ.]
- Людовик Мерсье[англ.]
- Патрик Месни[фр.]
- Жоффруа Мессина[англ.]
- Пьер Мийян
- Ксавье Миньо[фр.]
- Пьер-Ив Монтанья
- Андре Морель
- Маттьё Николя
- Флавьен Нуэяге
- Давид Окань[англ.]
- Жонатан Пелиссье[фр.]
- Фредди Пепелняк[фр.]
- Вилли Пепелняк[фр.]
- Жюльен Пуричелли[англ.]
- Вилли Таофифенуа[англ.]
- Грегори Фабро
- Нинар Флорьян
- Флорьян Фор
- Жюльен Фрие[англ.]
- Оливье Шаплен
- Клод Шеневей[фр.]
- Арно Эжю
- Фабрис Эстебаньес
- Лоик Яммес
- Войтех Вомачка[фр.]
- Венсан Вьяль[фр.]
- Эли Малдауни
- Питер Стивен
- Тони Стейнджер[англ.]
- Джио Аплон
- Роланд Бернард
- Науде Бёкес
- Венсан Кампо
- Россоу де Клерк
- Руди Кутзее
- Шарль Маклеод[англ.]
- Руан дю Преес
- Тео ван Ренсбург
- Хендрик Рудт
- Шон Сауэрби
- Альтенстадт Ульм
- Деон Фури[англ.]
- Йохан Хендрикс
- Вили Хуман[англ.]

## Тренеры и менеджеры
- Жан Льенар[фр.]: 1976—1989

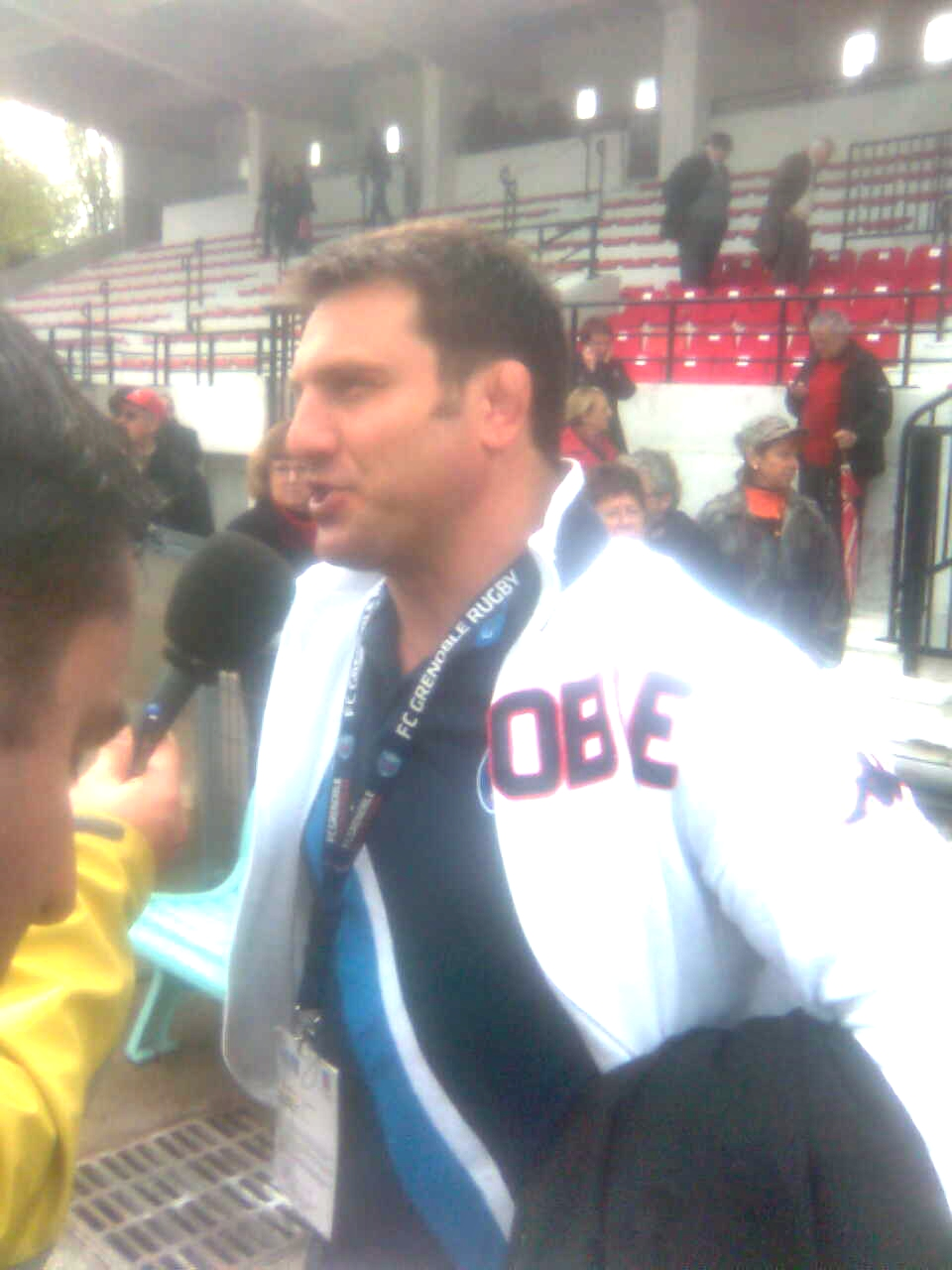
Фабрис Ландро в 2010 году

- Мишель Риньеваль: 1989—1995, 1998—2001
- Жак Фуру: 1992—1993
- Жан Капдуз: 1995—1996
- Эрик Ферри: 1995—1996
- Жан де ла Вессьер: 1985—1988, 1996—1997
- Жильбер Дусе: 1997—1998
- Доминик Мазий: 1998
- Ролан Рушье: 1998
- Ив Пинотти: 1998—2000
- Дидье Камбераберо: 2000—2001
- Жиль Кассань: 2001—2002
- Жак Дельма: 2001—2004
- Уийи Таофифенуа: 2001—2005
- Пьер Тремуий: 2002—2005
- Сильвен Бегон: 2002—2005, 2007—н. в.
- Дин Ричардс[англ.]: 2004—2005
- Франк Коррьон: 2005—н. в.
- Жан-Франсуа Мартан-Кюле: 2005—2007
- Фабрис Ландро[фр.]: 2009—2016
- Бернард Джекмен: 2016—2017
- Девалд Сенекал[фр.]: 2017—2019
- Стефан Гла: 2019—2021
- Фабьен Генгенбахер[фр.]: 2021—2023
- Обен Юбер[фр.]: 2023—н. в.

## Президенты
- Макс Мику: 1974—1985
- Клод Жуньен-Лавиройо: 1985—1990
- Рико Ринальди: 1990—1997
- Патрик Гоффи: 1997—2001
- Ален Этьеван: 2001—2005
- Марк Шерек: 2005—2016
- Эрик Пило: 2016—2018
- Мишель Мартинес: 2018—н. в.